# Catalunya Informació

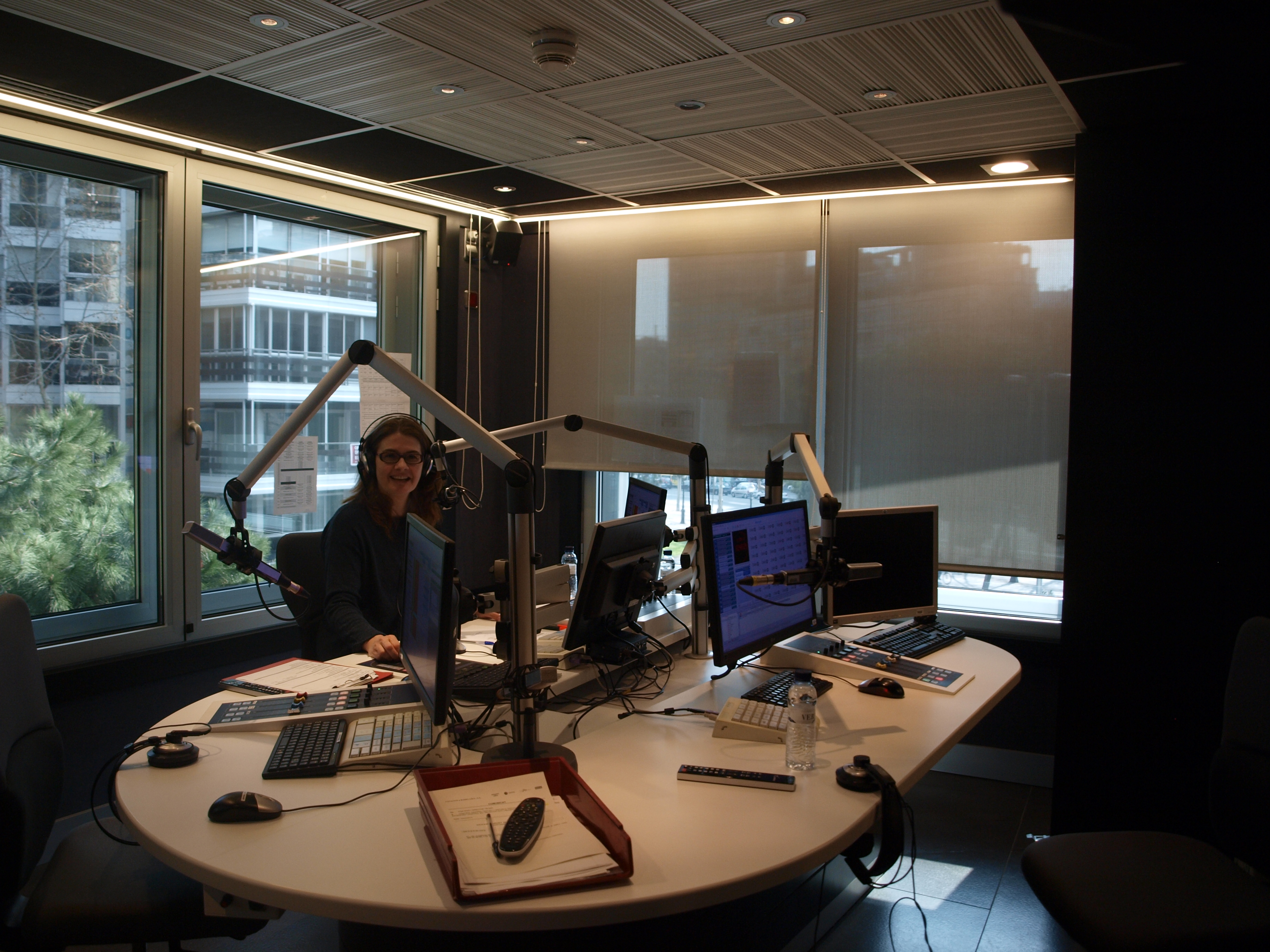
Estudi de Catalunya Informació

Catalunya Informació és l'emissora informativa del Grup d'emissores de Catalunya Ràdio, el servei de radiodifusió de la Generalitat de Catalunya, gestionat a través de la Corporació Catalana de Mitjans Audiovisuals. Dona un servei de 24 hores fent informació generalista en català. Hi són habituals les retransmissions en directe.

## Història
Catalunya Informació va començar les emissions regulars a les 9 del matí de l'11 de setembre del 1992. Va ser l'emissora pionera a tot l'Estat en el format anomenat "tot notícies", que suposa l'emissió d'informació les 24 hores del dia. Els precedents més recents de creació d'emissores d'aquesta mena eren France Info de Radio France a Europa i Bloomberg Radio als Estats Units.
La primera veu que s'hi va sentir va ser la del periodista Martí Farrero. Els locutors de Catalunya Informació no només posen les notícies en antena sinó que també, des de la seva fundació, s'encarreguen ells mateixos de la realització tècnica.
Els primers anys de funcionament, llegir i tenir cura de la part tècnica va suposar haver de gravar en els anomenats "cartutxos" (cintes magnètiques automàtiques) músiques, cròniques i talls de veu. L'abril de l'any 1994, Catalunya Informació adopta un sistema d'àudio digital pioner a tot l'Estat, que emmagatzema tot el so que s'ha d'emetre dins d'una xarxa informàtica i posa punt final a l'era analògica.

## Estructura
Catalunya Informació ofereix blocs informatius d'una hora durant tot el dia.
- - xx.00: Titulars
  - xx.04: Desenvolupament de les notícies
  - xx.15: Àrea de servei
    - El trànsit i transports públics
    - El temps

  - xx.18 (aprox): Desenvolupament de les notícies
  - xx.25: Esports
  - xx.30: Titulars de resum del ja explicat i avançament dels continguts dels següents 30 minuts
  - xx.32: Les 3 notícies més importants del dia (ja explicades mitja hora abans)
  - xx.40 (aprox) Desenvolupament de noves notícies
  - xx.45: Àrea de serveis
    - El trànsit i transports públics
    - El temps

  - xx.48: Desenvolupament de les notícies
  - xx.55: Esports
- Els caps de setmana els esports comencen un parell de minuts abans
- Els Titulars inclouen sempre les notícies generals més importants, els esports i l'avançament de la previsió meteorològica. En les hores punta també inclouen la informació del trànsit, obtenint durant les hores de més moviment de trànsit la informació viària cada 15 minuts

Catalunya Informació és l'única emissora que des del seu naixement informa cada 30 minuts -15 minuts en hora punta- (a 1 quart i 3 quarts) de la situació del trànsit a Catalunya, gràcies a un redactor propi que també informa de l'estat de la xarxa de transport públic. La informació del trànsit s'ofereix de dilluns a divendres de 6:30 a 20:15 h. Dissabtes de 10:00 a 14:00 h. I diumenges de 14:00 a 21:45 h.
Un equip de meteoròlegs ofereix cada 30 minuts, després de la informació del trànsit, la previsió de l'evolució del temps en les pròximes hores. A més, el més destacat de la previsió meteorològica es pot escoltar en cada resum de titulars.
- Catalunya Informació és també en directe allà on és la notícia: per això, el seu "rellotge" habitual, l'ordre amb el qual es van succeint la informació i els diferents espais de l'emissora, es pot interrompre en qualsevol moment per donar pas a diferents intervencions en directe. Ja sigui al Parlament de Catalunya, al Palau de la Generalitat, a la Moncloa o al Congrés dels Diputats, entre d'altres, Catalunya Informació dona veu als protagonistes de la informació.

## Programes propis
- Catalunya al dia: Informatiu amb l'actualitat del territori. Presenta Marta Romagosa De dilluns a divendres de 13 a 14 h
- Com acaba el dia: Connexió amb les delegacions de l'emissora per explicar com acaba el dia informativament a cada demarcació. De dilluns a divendres al bloc informatiu de les 19:30 h
- Redacció oberta: Ampliació de notícies amb les explicacions de redactors de l'emissora o amb breus entrevistes amb personatges relacionats amb l'actualitat. En diferents blocs informatius
- L'hemicicle: Resum setmanal sobre l'activitat del Parlament de Catalunya. Divendres, dissabtes i diumenges. *Actualment sense emissió fins que es constitueixi el nou parlament
- 3 Rondes: Informatiu casteller. Diumenges* de 21 a 22 h (redifusió de 01 a 02 h) *Temporada de Juny a Novembre

- Microespais
  - Costumati abreujat: Les tradicions del país, explicades per Oriol Munné.
  - Economia i empresa: L'actualitat empresarial, laboral i econòmica. L'aposta exterior, la internacionalització, la recerca i la innovació, les 'Start ups' i l'economia col·laborativa.
  - El primer sector: Informació de la pagesia, els ramaders i els pescadors. Presenta Noelia Caselles
  - Els videojocs: Les tendències del món de l'oci electrònic, amb els dos ulls posats a la creixent indústria catalana. Presenta Albert Murillo
  - Fora de sèrie: Espai on descobrim els esportistes que participaran als Jocs Olímpics de Tòquio 2020. Cada setmana. Presenta: Eudald Serra, Ricard Isidro, David Ubach, Maria Guixà i Marta Garcia
  - La discoteca: Blai Marsé, s'encarrega cada setmana de seleccionar les novetats discogràfiques més sucoses i controvertides.
  - La poma de Newton: Espai de ciència. Presentat per Purificació Barceló.
  - L'apuntador: Repàs a la cartellera teatral. Presentat per Pep Vila.
  - L'efecte papallona: Espai de medi ambient. Presenta Coia Ballesté.
  - Llibres per escoltar: Les novetats literàries. Presenta Montse Camps
  - Mapamundi: Reportatges d'actualitat internacional. Presenta Quim Olivares
  - Tal dia com avui: Repàs a algun fet destacat el mateix dia d'anys enrere. Presenta: Oriol Munné
  - Travelling: L'actualitat cinematogràfica, a sales i plataformes digitals i les estrenes, Presenta Marc Garriga.
  - Un país per voltar: Propostes, empreses, sectors, tot el que cal saber sobre el turisme a Catalunya. Presenta Fèlix Martin
  - Via Verda: Espai de mobilitat sostenible. Presenta Joan Garcia

## Programes en simultani
A banda, també s'emeten els següents programes en connexió amb Catalunya Ràdio:
- El matí de Catalunya Ràdio. De dilluns a divendres de 6 a 8 h
- Catalunya Migdia: De dilluns a divendres de 14 a 15 h
- Catalunya Nit: De dilluns a divendres de 22 a 23 h
- El Suplement: Dissabtes i diumenges de 7 a 10 h
- Catalunya Migdia Cap de setmana: Dissabtes i diumenges de 14 a 15 h
- Especials informatius

## Premis i reconeixements
El novembre de 2002 l'emissora Catalunya Informació va ser reconeguda amb un premi Ondas al millor programa de ràdio local per la seva agilitat, sobrietat i capacitat de síntesi i com a emissora pionera en el format de 24 hores de notícies.

## Logotips

Des del 1992 fins al 2014
Des del 2014